# Toninho Quintino
Antônio Fernandes Quintino, mais conhecido como Toninho Quintino, ou também por Toninho Catarina e Toninho Catarinense (Florianópolis, 27 de outubro de 1952), foi um futebolista brasileiro que atuava como atacante. Atualmente possui escolinhas de futebol em São José aonde reside. Ainda atua no futebol master do Avaí e empresaria jogadores. 

## Carreira
Toninho iniciou a sua carreira nas categorias de base do Avaí em sua terra natal, aonde também conquistou títulos como o campeonato catarinense de 1973. Passou por alguns clubes brasileiros, mas alcançou maior destaque nacional no Palmeiras, formando uma das duplas de ataque mais marcantes do clube ao lado de Jorge Mendonça quando foi campeão paulista de 1976. Pelo verdão marcou 83 gols em 175 jogos.

Teve passagem discreta pelo Corinthians aonde marcou apenas 13 gols em 41 jogos. Passou pelo futebol chileno atuando pelo Universidad Católica e voltou ao Brasil para encerrar sua carreira, em 1986, no Avaí aonde tudo começou.

## Títulos
Avaí
- Campeão Catarinense: 1973
- Torneio Integração Paraná-Santa Catarina: 1972
- Copa do Atlântico: 1973
- Torneio Triangular Internacional de Florianópolis: 1975

Palmeiras
- Campeonato Paulista: 1976